# Фишбэк, Доминик
Доминик Фишбэк (англ. Dominique Fishback; род. 22 марта 1991, Нью-Йорк, Нью-Йорк, США) — американская актриса и драматург, наиболее известная благодаря ролям Билли Роуэн в мини-сериале «Покажите мне героя», Дарлин в сериале «Двойка» и Деборы Джонсон в фильме «Иуда и чёрный мессия», последняя из которых принёс ей номинацию на премию BAFTA за лучшую женскую роль второго плана.

## Биография
Фишбэк впервые заинтересовалась актёрским мастерством примерно в 10 лет. Училась в Бруклинской университетской средней школе в Бруклине, Нью-Йорк. В 2013 году она закончила университет Пейс со степенью бакалавра театра.
В 2014 году Фишбэк поставила свою пьесу «Подрывные» вне Бродвея, в которой она сыграла 22 персонажа. В 2015 году пьеса была номинирована на премию Innovative Theater Award в номинации «Выдающееся сольное исполнение». В 2016 году Abingdon Theater Company пригласила Фишбэк давать представления на своей сцене.
Первой крупной работой Фишбэк стала роль матери-одиночки Билли Роуэн в мини-сериале «Покажите мне героя». В 2017—2019 годах она снималась в роли проститутки Дарлин в сериале «Двойка». Эта работа была высоко отмечена критиками, которые назвали Фишбэк одной из выдающихся фигур шоу. Один их создателей сериала Дэвид Саймон также высоко отзывался о её актёрском даровании. После роли в «Двойке» USA Today внёс Фишбэк в список «Пяти новых лиц, на которые люди должны смотреть на телевидении осенью 2017 года».
Первой работой Фишбэк на большом экране стал  фильм «Приходит ночь», премьера которого состоялась на кинофестивале «Сандэнс» в 2018 году. В 2018 году она сыграла роль Кении в фильме «Чужая ненависть», снятом по популярной молодёжной книге, а также появилась в роли матери Jay-Z, Глории Картер, в молодости, в его музыкальном видео на песню Smile.
В 2020 году Фишбэк сыграла роль уличного подростка Робин в фильме Netflix «Проект „Сила“» с Джейми Фоксом и Джозефом Гордоном-Левиттом в главных ролях. В 2021 году она вместе с Дэниелом Калуя снялась в фильме «Иуда и чёрный мессия», сыграв роль Деборы Джонсон, партнёрши Фреда Хэмптона и будущей матери Фреда Хэмптона-младшего.

## Фильмография
| Год       |     | Русское название                     | Оригинальное название            | Роль              |
| --------- | --- | ------------------------------------ | -------------------------------- | ----------------- |
| 2014      | кор | —                                    | Mental America                   | Америка           |
| 2014      | с   | Больница Никербокер                  | The Knick                        | девушка           |
| 2014      | с   | Любовники                            | The Affair                       | Киша              |
| 2015      | с   | Американцы                           | The Americans                    | Николь            |
| 2015      | с   | Голубая кровь                        | Blue Bloods                      | Шарель Тайлер     |
| 2015      | с   | Дорогой доктор                       | Royal Pains                      | Элан              |
| 2015      | с   | Покажите мне героя                   | Show Me a Hero                   | Билли Роуэн       |
| 2017—2019 | с   | Двойка                               | The Deuce                        | Дарлин            |
| 2018      | ф   | Приходит ночь                        | Night Comes On                   | Анхель Ламере     |
| 2018      | с   | В свободном улёте                    | Random Acts of Flyness           | Наджа             |
| 2018      | ф   | Чужая ненависть                      | The Hate U Give                  | Кения             |
| 2020      | ф   | Проект «Сила»                        | Project Power                    | Робин             |
| 2021      | ф   | Иуда и чёрный мессия                 | Judas and the Black Messiah      | Дебора Джонсон    |
| 2021      | с   | Современная любовь                   | Modern Love                      | Лил               |
| 2022      | с   | Последние дни Птолемея Грея          | The Last Days of Ptolemy Grey    | Робин             |
| 2023      | с   | Рой                                  | Swarm                            | Андреа «Дре» Грин |
| 2023      | ф   | Трансформеры: Восхождение Звероботов | Transformers: Rise of the Beasts | Елена             |

## Награды и номинации
| Год  | Премия                                      | Категория                                    | Номинированная работа | Результат | Прим.  |
| ---- | ------------------------------------------- | -------------------------------------------- | --------------------- | --------- | ------ |
| 2021 | BAFTA                                       | Лучшая женская роль второго плана            | Иуда и чёрный мессия  | Номинация | [ 4 ]  |
| 2021 | Critics’ Choice Awards                      | Лучший актёрский ансамбль                    | Иуда и чёрный мессия  | Номинация |        |
| 2021 | Washington DC Area Film Critics Association | Лучшая женская роль второго плана            | Иуда и чёрный мессия  | Номинация |        |
| 2021 | NAACP Image Awards                          | Выдающееся прорывное исполнение в кинофильме | Проект «Сила»         | Номинация | [ 25 ] |